# Амуляни
Амулянѝ (на гръцки: Αμμουλιανή) е селище на едноименния малък остров Амуляни в Северна Гърция, част от дем Аристотел, област Централна Македония.

## География
Селото е разположено в северния край на острова.

## Етимология
Засвидетелствани форми на името са Αμμουλιανή, Μουλιανή, Αμολιανή. Йордан Заимов смята, че името Αμμουλιανή има българска етимология от *Моляне с протетично α от местното или водното име Мол, което е от мол-, в подмол, „дупка в бряг под водата“. Сравними са Мла̀мол, река при село Конска, Брезнишко, словенското mlàmol, „яма, бездна, пропаст“, от глагола меля: руското моломон, „бърборко“, „който мели“, местното име Молница при Клисура, Самоковско. Също толкова вероятна е етимологията от мул-, запазено в сърбохърватски mulj, „кал, тиня“, словенски mulj, „ситен пясък“, руското диалектно муль, „мътна вода“’, чешкото и полско mula, „кал“. Сравнима е местността Мулка при Мугла, Девинско. Според Заимов едва ли името е от гръцкото. *άμμουλη, умалително άμμος, „пясък“.

## История
Църквата „Свети Николай“ в Амуляни е от 1860 година.
В 1912 година, по време на Балканската война, в Амуляни влизат гръцки части и след Междусъюзническата война в 1913 година остава в Гърция. След разгрома на Гърция в Гръцко-турската война в 1922 година на острова са заселени гърци бежанци от Мала Азия и предимно от островите в Мраморно море – Галими, Пасалимани и Скупия. В 1928 година Амуляни е бежанско селище със 145 бежански семейства и 496 души бежанци.